# Vincent Martella
Pour les articles homonymes, voir Martella.
Vincent Martella est un acteur américain, né le 15 octobre 1992.

## Biographie
Il est connu pour avoir joué le rôle de Greg Wulliger dans la série télévisée Tout le monde déteste Chris (Everybody hates chris) et il fait la voix originale de Phinéas dans Phinéas et Ferb. Il jouait dans la quatrième saison de The Walking Dead. Il a également joué dans la quatrième saison de The Mentalist (saison 4, épisode 20), dans le rôle de Martin Clubock.